# 天堂與地獄 (書籍)
《天堂與地獄》（英語：Heaven and Hell）是伊曼紐·史威登堡（Emanuel Swedenborg）於1758年出版的拉丁文著作，其完整書名是《我所聽到和看到的天堂的奇觀和地獄》（拉丁語：De Caelo et Eius Mirabilibus et de inferno, ex Auditis et Visis）。作者根據他長年來回穿梭於人世間與灵界的体验，向世人描述了人在死亡之後進入到另外一個世界的景象。全書總共有63個篇章，分為：“天堂篇（43篇）”、“靈界篇（12篇）”、“地獄篇（8篇）”。在伊曼紐·史威登堡的諸多著作中，本書最為人知，并被譯為多種語言文字。
本書的正體字與简体字譯本標題都是《天堂與地獄》。